# Исаев, Константин Константинович
Исаев Константин Константинович (1923—1943) — командир взвода 203-го гвардейского стрелкового полка (70-я гвардейская стрелковая дивизия, 13-я армия. Центральный фронт), гвардии лейтенант.

## Биография

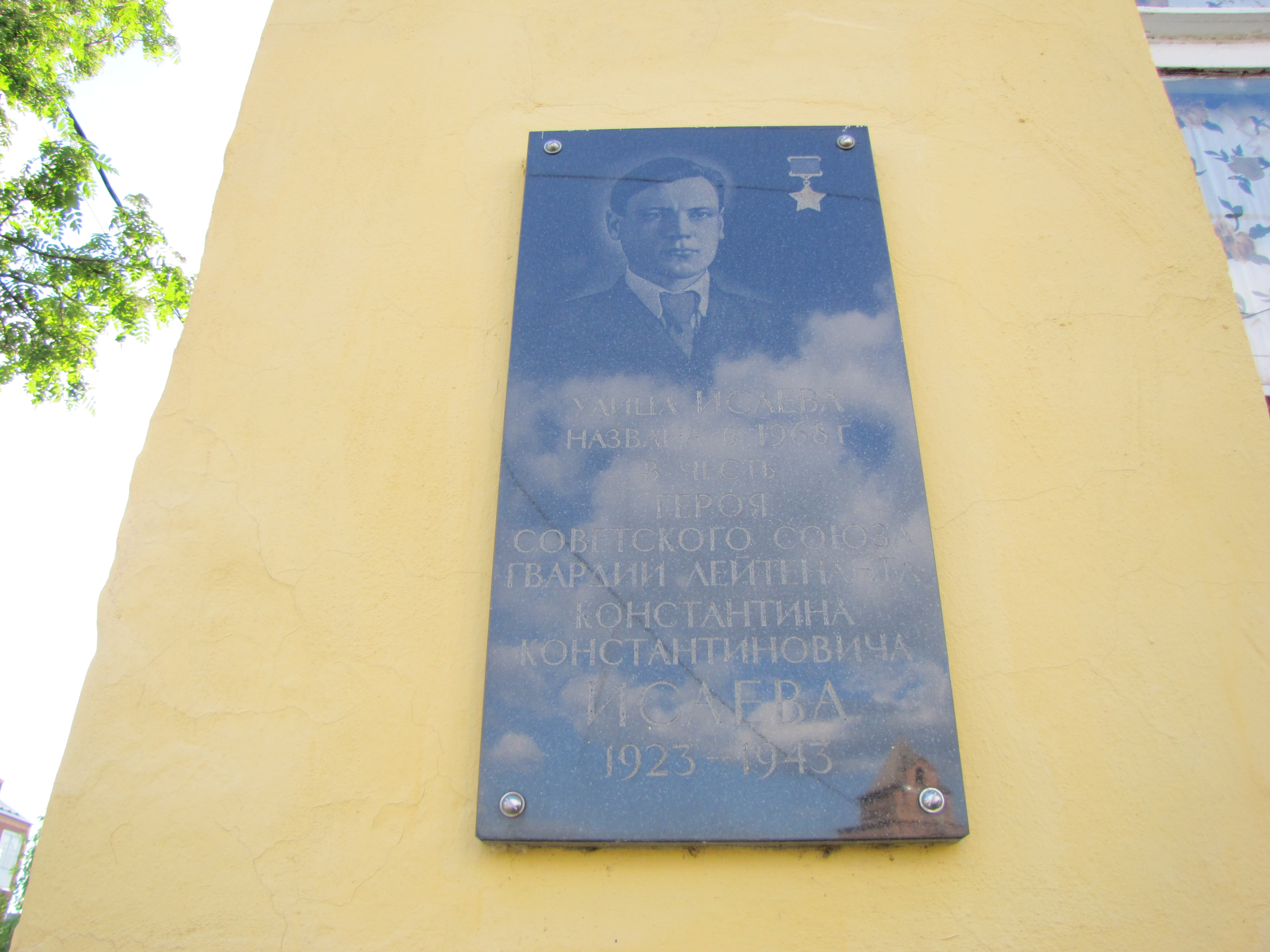
Памятная доска К. К. Исаева на Доме Мозгова

Родился 12 февраля 1923 года в селе Озёры Коломенского уезда (ныне город, центр района) Московской области в семье рабочего. Русский. В 1930 году с родителями переехал в город Коломну. Здесь учился в школе, но окончить 7 классов не удалось из-за смерти отца. Чтобы помогать матери, поступил в школу фабрично-заводского ученичества при Коломенском машиностроительном заводе. Получив специальность слесаря, работал по специальности на заводе.
Летом 1941 года был призван в Красную Армию. На фронте с 1942 года. В первых боях был ранен. После госпиталя окончил курсы младших лейтенантов. Вновь на фронте с июля 1943 года. В августе был награждён орденом Красной Звезды. Особо отличился при форсировании Днепра.
20 сентября 1943 года во время форсирования реки Днепр в районе села Теремцы (Чернобыльский район Киевской области) гвардии лейтенант Исаев со своим взводом прикрывал переправу. Гвардейцы отразили 5 контратак противника. Командир был ранен, но остался в строю. Когда основные силы переправились через водную преграду, возле линии обороны исаевцев товарищи насчитали до сотни трупов фашистских солдат и офицеров. В этом бою Исаев лично уничтожил до десятка вражеских солдат.
Истекающих кровью бойцов из взвода Исаева санитары перевязали и отправили на левый берег в медсанбат. От полученных ран отважный офицер 26 сентября скончался. Похоронен в селе Оташев Чернобыльского района Киевской области.
Указом Президиума Верховного Совета СССР от 16 октября 1943 года за отвагу и мужество, проявленные в боях за удержание плацдарма на правом берегу Днепра, гвардии лейтенанту Исаеву Константину Константиновичу присвоено звание Героя Советского Союза посмертно.
Награждён орденами Ленина, Красной Звезды.
В исторической части Коломны есть улица Исаева. В Мемориальном парке на Аллее памяти установлен бюст Героя. Его имя 30 октября 1985 года было присвоено среднему профессиональному училищу № 6, которое он окончил. В сквере перед училищем установлен памятник. На тепловозомеханическом цехе тепловозостроительного завода укреплена мемориальная доска, сообщающая, что здесь работал К. К. Исаев. В средней школе № 7, в которой учился Герой, в музее собраны о нём материалы.